# Столбово (Смоленская область)
Столбово — деревня в Гагаринском районе Смоленской области России. Входит в состав Акатовского сельского поселения. Население — 137 жителей (2007).
Расположена в северо-восточной части области в 3 км к северо-востоку от Гагарина, в 7 км севернее автодороги М1 «Беларусь», на берегу реки Алешни. В 5 км юго-восточнее деревни расположена железнодорожная станция Колесники на линии Москва — Минск.

## История
В годы Великой Отечественной войны деревня была оккупирована гитлеровскими войсками в октябре 1941 года, освобождена в марте 1943 года.